# Moštenica
Moštenica (allemand : Moschtenitz) , est un village de Slovaquie situé dans la région de Banská Bystrica.

## Histoire
Première mention écrite du village en 1340.

## Démographie

### Évolution de la population
| Année:               | 1994. | 2004.    | 2014.    | 2024.    |
| -------------------- | ----- | -------- | -------- | -------- |
| Nombre de personnes: | 160   | 189      | 215      | 241      |
| Différence:          |       | +18,12 % | +13,75 % | +12,09 % |

| Année:               | 2023. | 2024.   |
| -------------------- | ----- | ------- |
| Nombre de personnes: | 232   | 241     |
| Différence:          |       | +3,87 % |